# Alexis Caron
Pour les articles homonymes, voir Caron.
Alexis Pierre Caron, né le 8 mars 1899 à Hull et mort le 31 août 1966 à Ottawa, est un courtier d'assurance et homme politique québécois.

## Biographie
Né à Hull, dans la région de l'Outaouais, Alexis Caron devient député du Parti libéral du Québec dans la circonscription provinciale de Hull à l'Assemblée législative du Québec en 1935. Défait par l'unioniste Alexandre Taché en 1936, il retrouve son siège en 1939. Il est à nouveau défait par Taché à deux reprises en 1944 et en 1948.
En 1953, il devient maire de la ville de Hull, poste qu'il occupe jusqu'en 1955.
Élu député du Parti libéral du Canada dans la circonscription fédérale de Hull à la Chambre des communes du Canada en 1953, il est réélu en 1957, 1958, 1962, 1963 et en 1965.  Durant son passage à la Chambre des communes, il est whip du Parti libéral et whip en chef du gouvernement en 1963. Il est également secrétaire parlementaire du premier ministre de 1963 à 1964 et du ministre des Postes de 1964 à 1965.
Il meurt en fonction en 1966 à l'âge de 67 ans.
Son fils, Pierre Caron, est élu lors d'une élection partielle en 1967 et lui succède à titre de député de Hull jusqu'en 1968.